# Packet loss
Packet loss (perda de pacote) ocorre quando um ou mais pacotes que navegam sobre uma rede de computadores falha em alcançar o destinatário, sendo um dos erros previstos na transmissão de dados.